# Paralaxita
Paralaxita é um género da família de borboletas Riodinidae, presente apenas na eco-zona indo-malaia.

## Espécies
Lamas, de 2008, reconhece as espécies:

- Paralaxita damajanti (Felder, C & R. Felder, 1860)
- Paralaxita hewitsoni (Röber, 1895)
- Paralaxita orphna (Boisduval, 1836)
- Paralaxita telesia (Hewitson, 1861)